# Biblioteca Civica Carlo Bonetta
La Biblioteca Civica Carlo Bonetta appartiene al comune di Pavia e conta un patrimonio librario di oltre 163.763 volumi e opuscoli. Tra i maggiori sottoinsiemi di quest’ingente patrimonio ricordiamo: i 191 manoscritti, i 12.000 autografi, i 64 incunaboli, le 1.165 cinquecentine, le 1.607 pergamene e le oltre 1.000 testate di periodici.

## Storia
La Biblioteca Civica Carlo Bonetta venne istituita per legato testamentario di Carlo Bonetta (Pavia 1820 - 1870), laureato in giurisprudenza, cultore di storia e numismatica, alla sua morte donò al comune la sua collezione di quadri, monete, documenti e circa 4.000 volumi, insieme a una dote in denaro destina alla creazione di un museo Civico. La biblioteca fu aperta al pubblico nel 1887 all’interno di palazzo Malaspina (che ospitava anche la pinacoteca Malaspina e il nucleo dei musei Civici) e, sempre negli stessi fu arricchita tramite la donazione di fondi librari, quali quelli di Francesco Reale e Camillo Brambilla, nel 1892, la biblioteca medica di Giovanni Alessandro Brambilla, protochirurgo dell'imperatore Giuseppe II, giunta nel 1923, e, pochi anni poco, la biblioteca (di argomento letterario e storico) del neurologo Guido Sala. Mentre nel 1950 l'Intendenza di Finanza di Pavia consegna circa tremila volumi di narrativa italiana e straniera, già appartenuti alla biblioteca circolante dell'Istituto Nazionale di Cultura Fascista - Sezione di Pavia. Solo a partire dagli anni ’50 del Novecento, la biblioteca perse il carattere di biblioteca di arte e storia patria al servizio dei Musei Civici, come era stato fino ad allora, divenendo una biblioteca di pubblica lettura. Nel 1977, il definitiva spostamento nel castello Visconteo della pinacoteca Malaspina e di altre raccolte museali, permise alla biblioteca di estendere la propria superficie, che tuttavia si rivelò inadeguata alle esigenze dell’istituto, che ospita al suo interno anche l’Archivio Storico Civico. Per tale ragione il comune di Pavia ha individuato, quale futura sede della biblioteca e dell’archivio l’ex monastero di Santa Clara.

## La sede
La biblioteca (insieme all’Archivio Storico Civico) si trova all’interno dell’ala di Palazzo Malaspina denominata originariamente Stabilimento di Belle Arti Malaspina edificata tra il 1829 e il 1835 e destinata a raccogliere le collezioni artistiche (pinacoteca Malaspina) ed archeologiche (Musei Civici) del marchese Luigi Malaspina, da lui poi cedute al comune di Pavia.

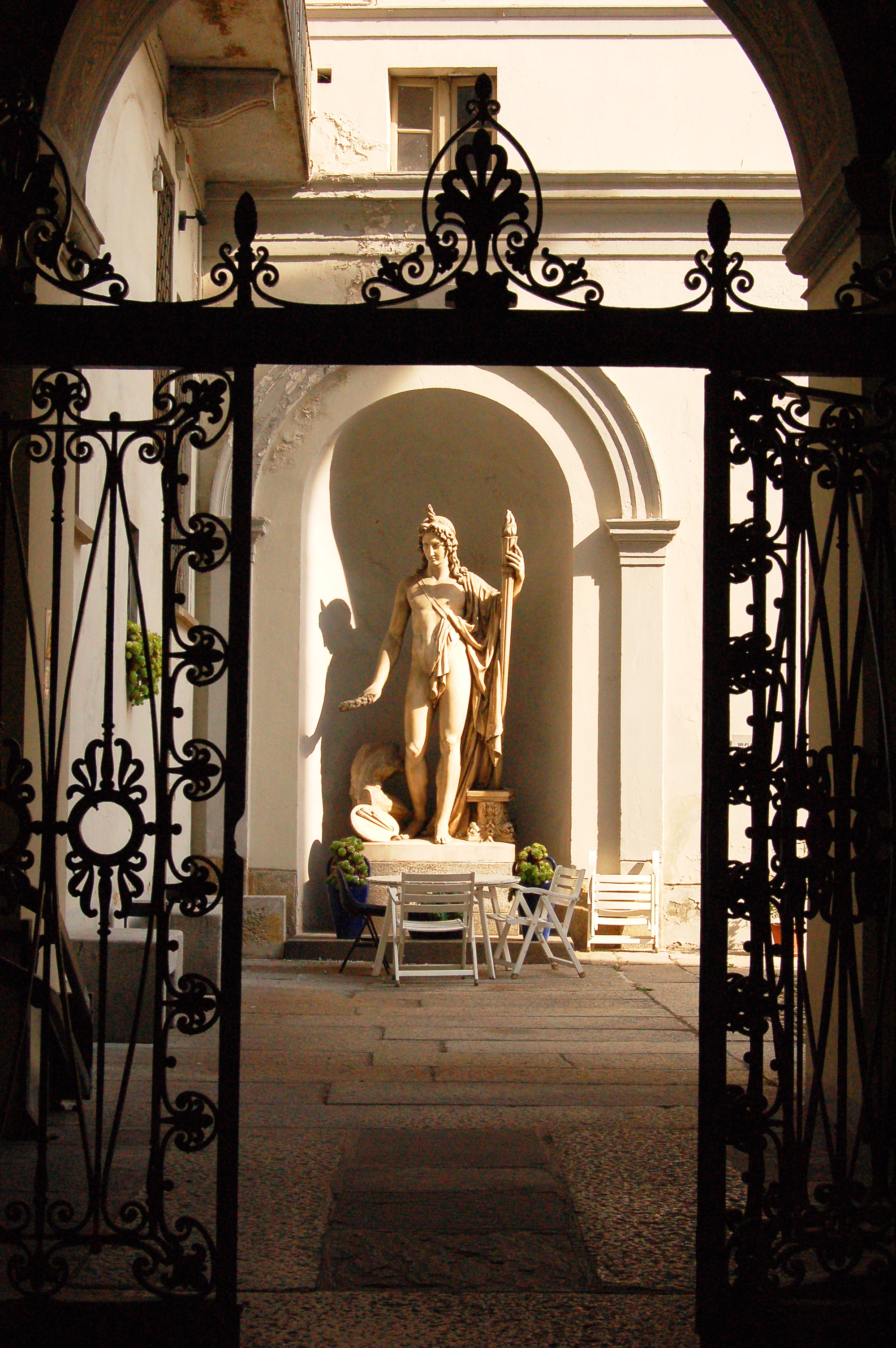
Gaetano Matteo Monti, Apollo.

Il palazzo presenta una facciata neoclassica con basamento in bugnato e rilievi, alcuni opera di Gaetano Matteo Monti, raffiguranti puttini impegnati nelle diverse attività artistiche. L’edificio, strutturato su tre piani, presenta un piccolo cortile interno, decorato da una nicchia contenente una grande statua marmorea di Apollo, opera sempre di Gaetano Matteo Monti. Dal cortile, tramite uno grande scalone neoclassico, si accede ai saloni, ricchi d’affreschi, ora sede della biblioteca e dell'archivio.

## Le raccolte librarie

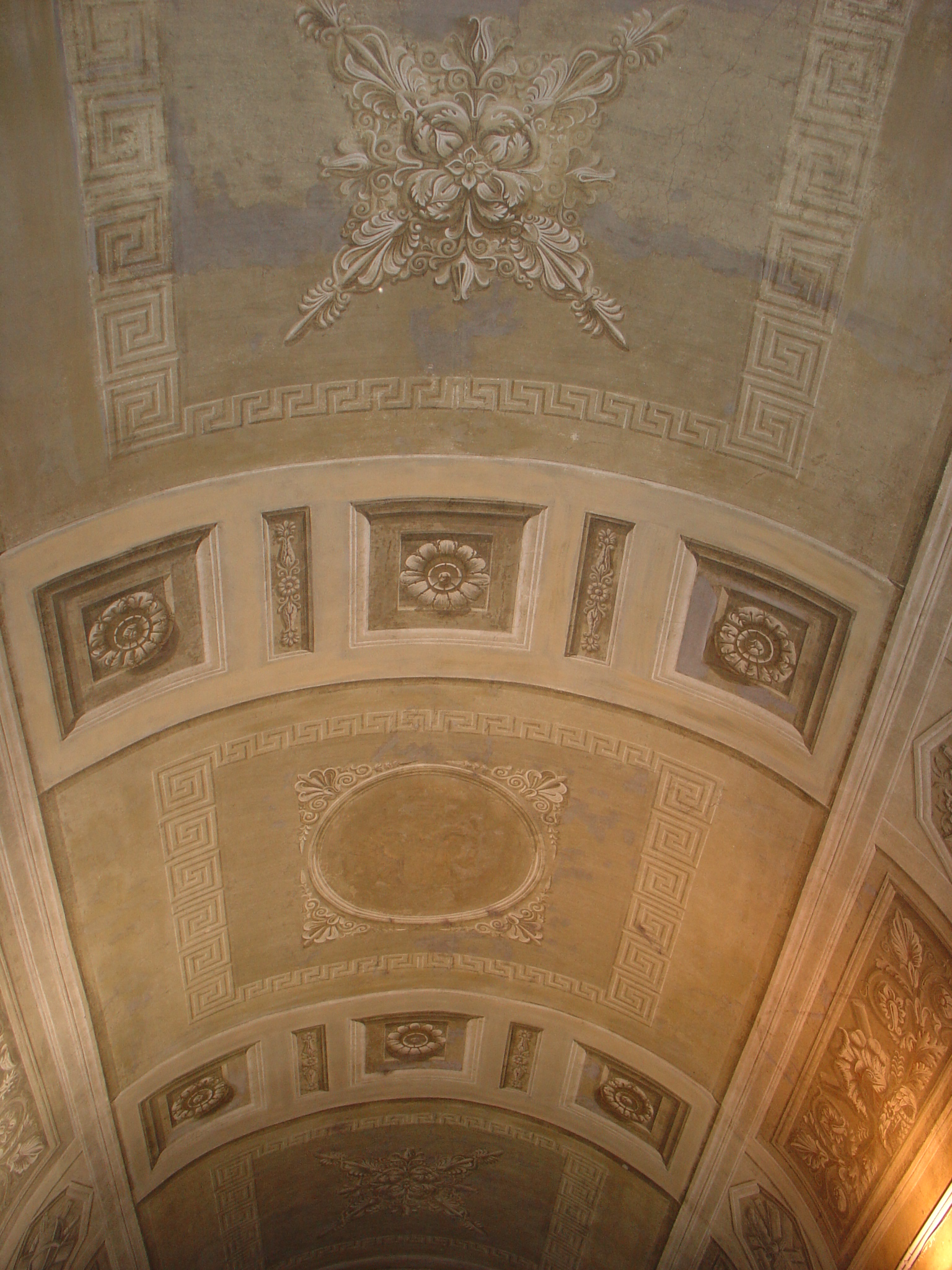
Il soffitto dello scalone.

La biblioteca conserva dieci fondi librari, da basso una rapida presentazione di quelli più significativi. Il fondo manoscritti è formato da 369 unità, giunte nella biblioteca tramite donazioni, soprattutto nel XIX secolo. Molti di essi riguardano la storia dell’arte, l’archeologia la storia locale, rappresentata dai manoscritti di alcuni storici ed eruditi pavesi, come Pietro Terenzio (Pavia, 1811-1881), Rodolfo Maiocchi (Pavia, 1862- 1924), Gaetano Capsoni (Pavia 1830 – 1889) e Carlo Marozzi (Pavia, 1833 – Robecco Pavese, 1912). Il fondi Incunaboli comprende 67 incunaboli alcuni di grande rarità come Il monte Santo di Dio di Antonio Bettini, stampato a Firenze nel 1477 o la Cosmographia di Claudio Tolomeo, edito a Bologna nel 1477 e rilegata con una lussuosa legatura settecentesca recante lo stemma della famiglia veneziana dei Morosini. Il testo più antico del fondo risale al 1470, mentre tra gli esemplari stampati a Pavia il primo è del 1489. Vi è poi il fondo Cinquecentine, costituito da 1.165 unità, in gran parte frutto di donazioni ottocentesche, che conserva anche volumi di grande rarità. Nel 1923 il policlinico San Matteo donò alla biblioteca il fondo Brambilla, contenente anche la biblioteca di Giovanni Alessandro Brambilla (San Zenone al Po 1728 – Padova 1800). Medico e chirurgo, il Brambilla fu nominato nel 1779 sovraintendente unico del servizio sanitario militare austriaco e divenne anche protochirurgo dell’imperatore Giuseppe II. Il fondo è costituito da circa 2.000 volumi, tra i quali vi sono sette incunaboli e 307 cinquecentine, di chirurgia, anatomia, farmacopea, medicina generale e filosofia e numerose riviste mediche che coprono un arco cronologico che va dalla seconda metà del Settecento ai primi decenni dell’Ottocento. Il fondo Beccalli giunse alla biblioteca tramite donazione, esso è costituito da 5.000 volumi sulla cultura greca e latina e testi di grammatica, linguistica e storia locale raccolti da Camillo Beccalli (Casteggio 1856- Pavia 1934) docente di lettere classiche presso il liceo Ugo Foscolo di Pavia. Sempre grazie a una donazione, nel 1990 la biblioteca si arricchì del fondo Sala, appartenuto a Guido Sala (Belgirate 1877 – Pavia 1939), neurologo e grande bibliofilo. Il fondo è formato da circa 6.000 volumi (di 96 sono cinque centine) di argomento medico, letterario (tra quali sono da annoverare prime edizioni Giuseppe Parini, Carlo Gozzi, Vincenzo Monti e una collezione di opere stampate da Giambattista Bodoni) e storico (questi ultimi riguardanti in particolare il periodo risorgimentale con molte opere edite tra il 1830 e il 1853 dalla Tipografia Elvetica di Capolago) e da alcuni giornali e periodici, come il rarissimo Pensiero e Azione, pubblicato a Londra del 1858 al 1860 da Giuseppe Mazzini. Renato Sòriga (Cararra 1881 – Pavia 1939) fu conservatore dei Musei Civici dal 1910 al 1939 e storico e donò alla biblioteca (fondo Sòriga) 6.000 volumi di storia dell’arte e di storia risorgimentale e in particolare sulla massoneria e le società segrete, argomenti per il quali il fondo è uno dei più completi in Italia. Il fondo Ravegnani fu acquistato dal comune di Pavia nel 1989, esso è costituito da circa 11.000 volumi, 4.000 opuscoli e fascicoli appartenuti a Giuseppe Ravegnani (Coriano 1895 – Milano 1964) scrittore, poeta, critico letterario e giornalista. Nel fondo sono conservati molte prime edizioni di opere letterarie del Novecento, gran parte di esse corredate da dediche autografe.